# Жовтянка східна
{{#ifeq:0|0|{{#if:|{{#if:Sigesbeckiaorientalis|[[]}}|}}}}
Жовтянка східна (Sigesbeckia orientalis) є видом квіткових рослин із родини айстрових. Це невеликий, прямовисний, малорозгалужений кущ із жовтими квітками, широко поширений на Кавказі, в Азії, Африці та Австралії. Населяє поля, чагарники, узлісся, ліси.
В Україні росте на схилах, насипах — у Криму (Ялта, Алушта), рідко; як заносна рослина в Чернігівській області.

## Опис
Це однорічна прямовисна трав'яниста рослина або напівкущ, приблизно 40–150 см заввишки, зазвичай багатогіллястий з червонуватими порожнистими стеблами. Листки можуть бути трикутними, від ланцетних до широко ланцетних, завдовжки до 2–17 см, ушир 1–7 см, ніжка листка до 2 см, нижня сторона має маленькі жовті залозки. Верхня і нижня поверхня листкової пластинки рідко запушена, край має загострені округлі зубці, більші зубці ближче до основи, поступово звужуються, основа клиноподібна, шорстка з обох поверхонь. Жовті або помаранчеві квітки розташовані в суцвіттях приблизно з 15 сидячих квіток на головку, приблизно 10 мм у діаметрі, зазвичай містять жіночі та двостатеві квітки. Є близько 8 променевих квіток, кожна язичкова 1–2 мм завдовжки, і 10–15 дискових квіток. Плід — ципсела від темно-коричневого до чорного, 2–3 мм завдовжки, зігнута та ребра. Цвітіння і плодоношення відбувається всі місяці року.